# Arthur William Loth
Pour les articles homonymes, voir Loth (homonymie).
Arthur William Loth, né le 8 mai 1888 à Rennes et décédé le 3 avril 1957 à Malestroit, est un savant français à l'origine en 1920 d'un système de navigation pour l'aviation qui porte son nom.
Il est le fils du linguiste et historien Joseph Loth.
Son nom s'est retrouvé mêlé au début des années trente à un procès entre deux inventeurs revendiquant l'invention de phares hertziens, qui permit d'établir que Loth avait par le passé déposé des brevets pour des inventions dues à des officiers de la marine française (Audouard, Floch, Bonnet, Lair, Marrec).

## Le guidage de Loth

### But de l'invention
L'idée était de fournir aux avions un moyen de naviguer de nuit ou par mauvais temps, ce qui était considéré au début des années 1920 comme un progrès permettant de multiplier par deux la vitesse des aéronefs sur les longues distances.

### Principe de base
Le principe fondamental du guidage de Loth repose sur un champ magnétique généré par un courant alternatif à haute fréquence dans un câble mis à la terre à chaque extrémité. Il est alors possible de détecter ce champ à bord d'un aéronef équipé d'un instrument adapté, jusqu'à une altitude de 10000 pieds par rapport au dispositif émetteur (le guidage n'était cependant optimal qu'en dessous d'environ 6000 pieds, et autorisait une distance latérale d'environ 1 mile). Ainsi, le pilote pouvait déterminer la position de l'avion par rapport au câble et par conséquent son cap.

### Expérimentations connues
Avant l'adaptation par Loth de ces câbles à l'aviation, des expérimentations pour guider des navires avaient été menées à Portsmouth et New York.
Jean Hubert décrit deux installations aéronautiques sur le sol français. À Villacoublay tout d'abord, avec une ligne aérienne de 3 km parcourue par un courant alternatif de fréquence 600 Hz (suivie avec succès par une limousine Nieuport et un bimoteur Farman. Puis au Bourget, sur quelques kilomètres également, mais avec un retour à la terre.
Il semblerait que le système, malgré une idée prometteuse, soit par la suite complètement tombé dans l'oubli.
Il est inhumé à Guéméné-sur-Scorff.

## Pratique du football
Amateur de pratique sportive, Arthur William Loth porte les couleurs du Stade rennais de 1905 à 1911, après avoir joué à l'Externe Club de Rennes. Il remporte notamment le titre de champion de Bretagne de football USFSA en 1908 et 1909. Il est réputé étudier la science du football dans des livres importés d'Angleterre, et développe des stratégies de jeu pour amener l'attaque à tromper la défense adverse. En 1911, il quitte Rennes pour la région parisienne afin de poursuivre ses travaux, et choisit de ne pas répondre aux sollicitations des clubs de la capitale.